# 號角日報
號角日報（英語：Daily Bugle）是一部虚構的紐約小報，在漫威漫畫中作為情節元素出現。號角日報是漫威宇宙中重要的報社，是構成蜘蛛人系列的最重要元素之一。

## 报社主编
《號角日報》的老闆兼總編輯为J·喬納·詹姆森（J. Jonah Jameson）。J·喬納·詹姆森是在蜘蛛人的漫畫故事中令麥克·加根（Mac Gargan）變成反派蠍子人的始作俑者。在電影《蜘蛛人》、《蜘蛛人2》、《蜘蛛人3》和漫威電影宇宙中由J·K·西蒙斯（J·K·Simmons）飾演。

## 其他成员
助手：羅比，摄影記者曾經由彼得·帕克（蜘蛛人）擔任，後由艾迪·布洛克（猛毒）擔任。

## 登场的作品
號角日報首次出现于漫威旗下漫画《驚奇蜘蛛人》（《the amazing spider-man）》中，也出现于《驚奇蜘蛛人》（《the amazing Spider-man）》的其他漫画延伸作品及漫威旗下的其他漫画中，也出现在動畫《蜘蛛人》《究極蜘蛛人》中，之後又出現於蜘蛛人獨立电影《蜘蛛人》《蜘蛛人2》《蜘蛛人3》中。後又出現在由Insomniac Games開發並由索尼互動娛樂發行於PlayStation 4平台的動作冒險遊戲獨占遊戲漫威蜘蛛人（Marvel's Spider-man）中以新聞播報和街頭報紙形式出現。